# 조던 호턴
조던 알렉산더 호턴(Jordan Alexander Houghton, 1995년 11월 9일, 처트세이 ~)는 잉글랜드의 축구 선수로, 현재 EFL 리그 원의 플리머스 아가일 FC 소속이다.